# Gymnosporangium juniperi-virginianae
Іржа яблуні і кедру (Gymnosporangium juniperi-virginianae) — вид патогенних грибів роду гімноспорангіум (Gymnosporangium). Сучасну біномінальну назву надано у 1822 році.

## Життєвий цикл
Життєвий цикл цього гриба різниться залежно від того, на якому хазяїні він паразитує.

### Фруктові дерева Malus
Спори потрапляють на дерево на тій стадії, коли лише зав'язуються бруньки або відбувається цвітіння. Коли спори доторкаються до бруньок чи молодих листків — вони проростають у тканину. Гриб стає помітним через три тижні у вигляді яскравих жовтих плям на листі. Влітку з нижнього боку листя виростають циліндричні плодові тіла.

### Juniperus virginiana
На кедрі утворює галли, розміром з горошину, у перший рік. На другий рік утворюються вирости, через які розповсюджуються спори. Під час дощів вирости стають яскраво жовтими і драглистими.

## Поширення та середовище існування
Росте на зовнішній поверхні листя фруктових рослин роду Malus та хвої кедру Juniperus virginiana.

## Галерея

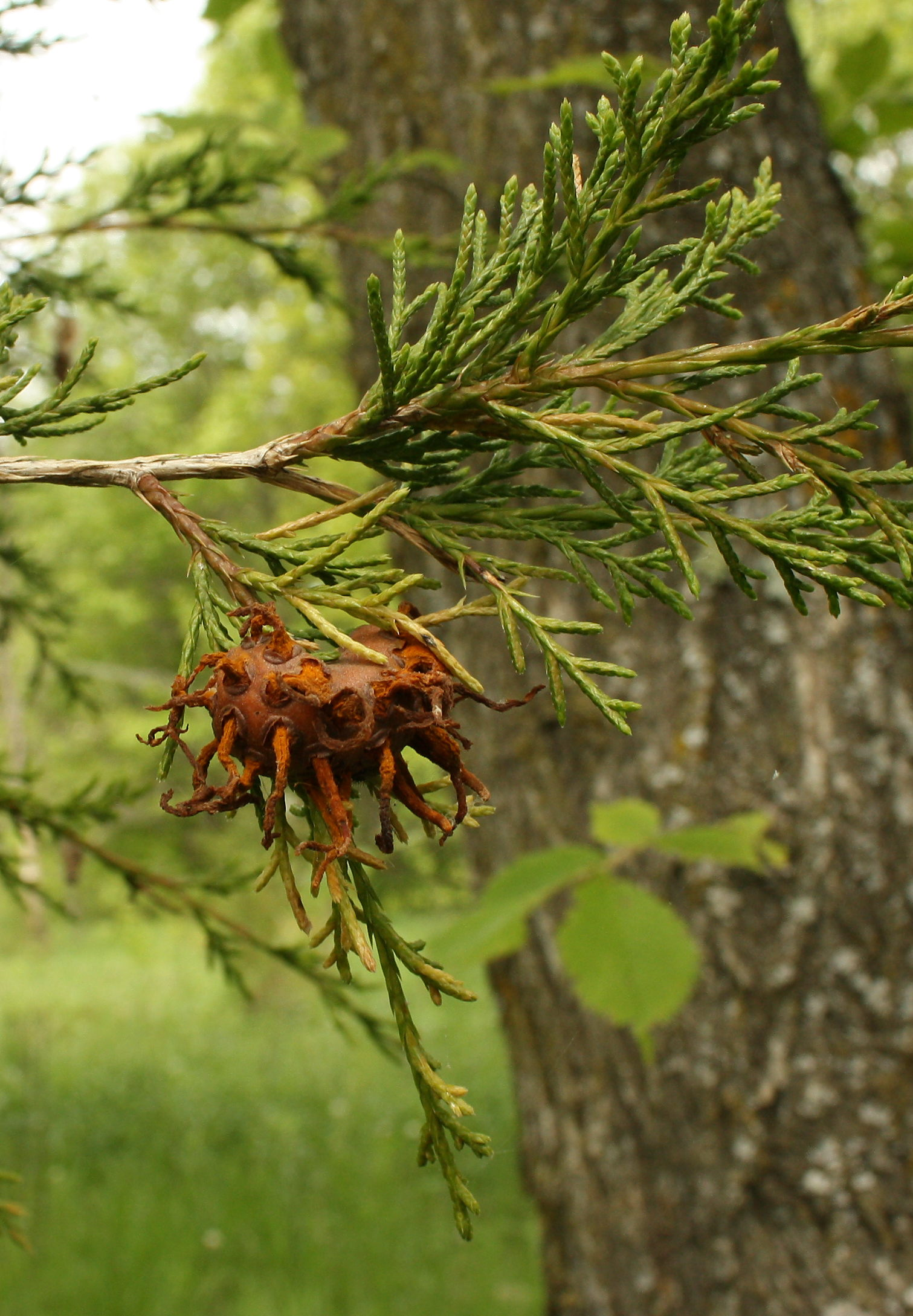
Зрілі гали з спороносними виростами
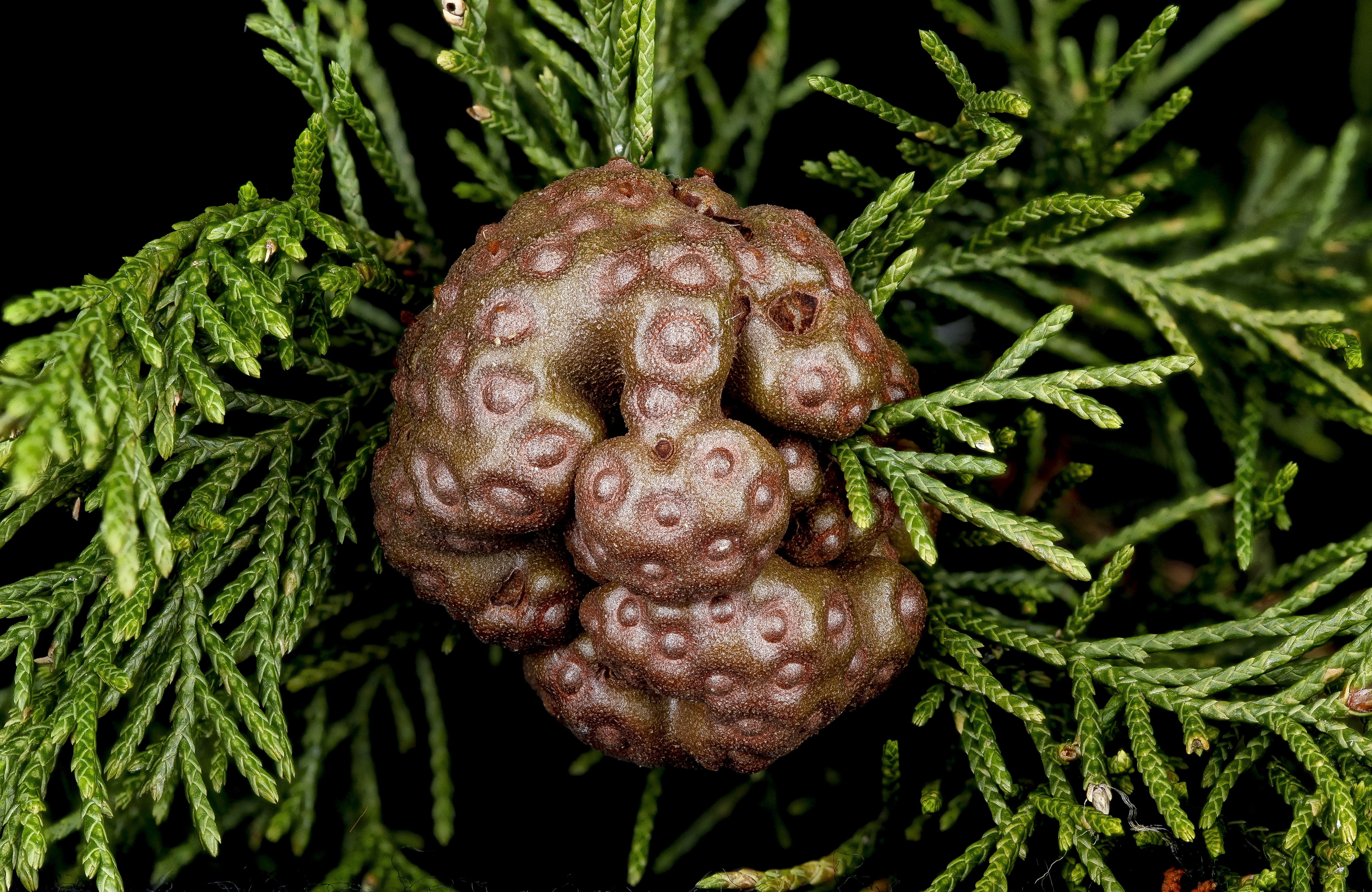
Незрілі галли
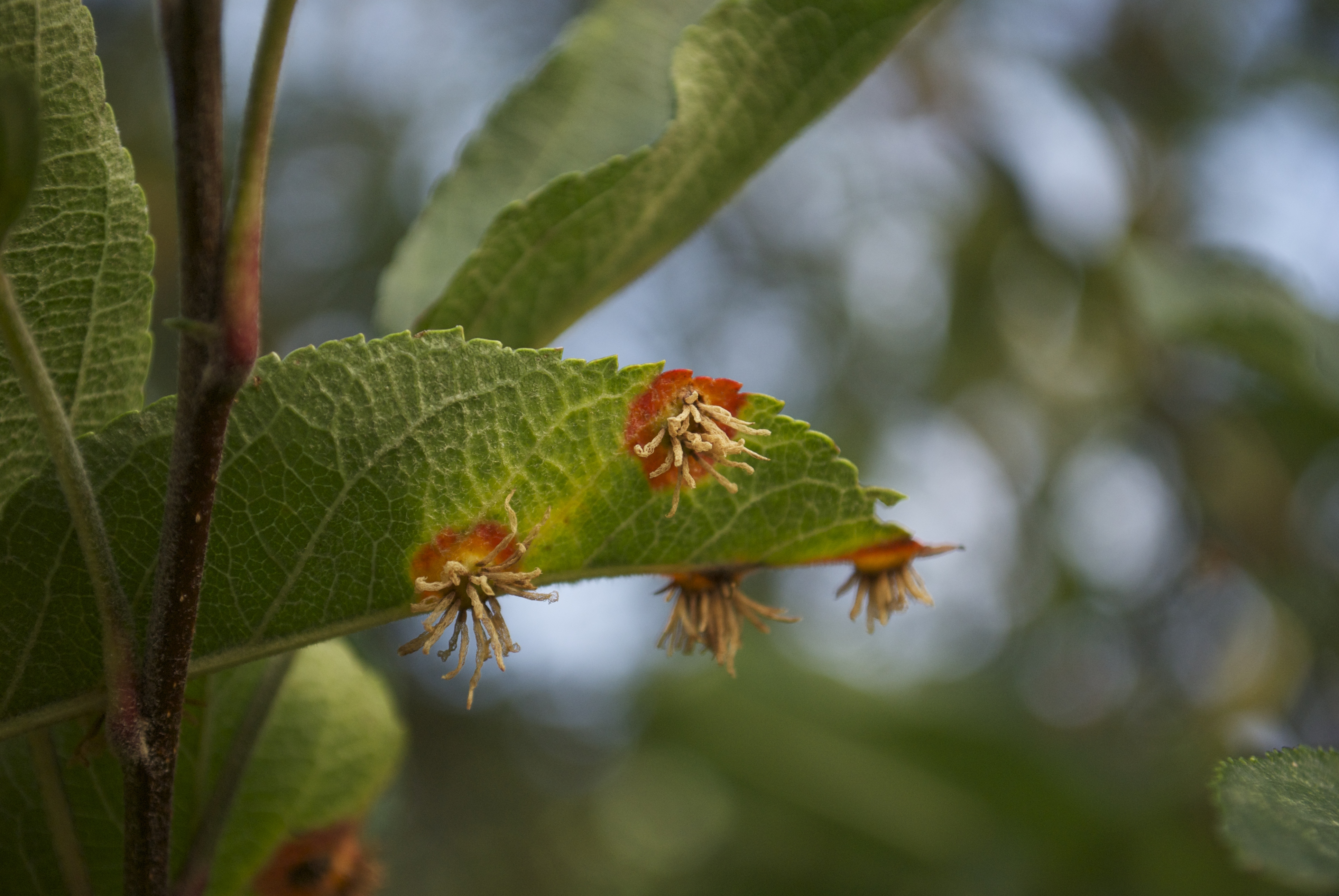
Зрілий гриб на листі яблуні
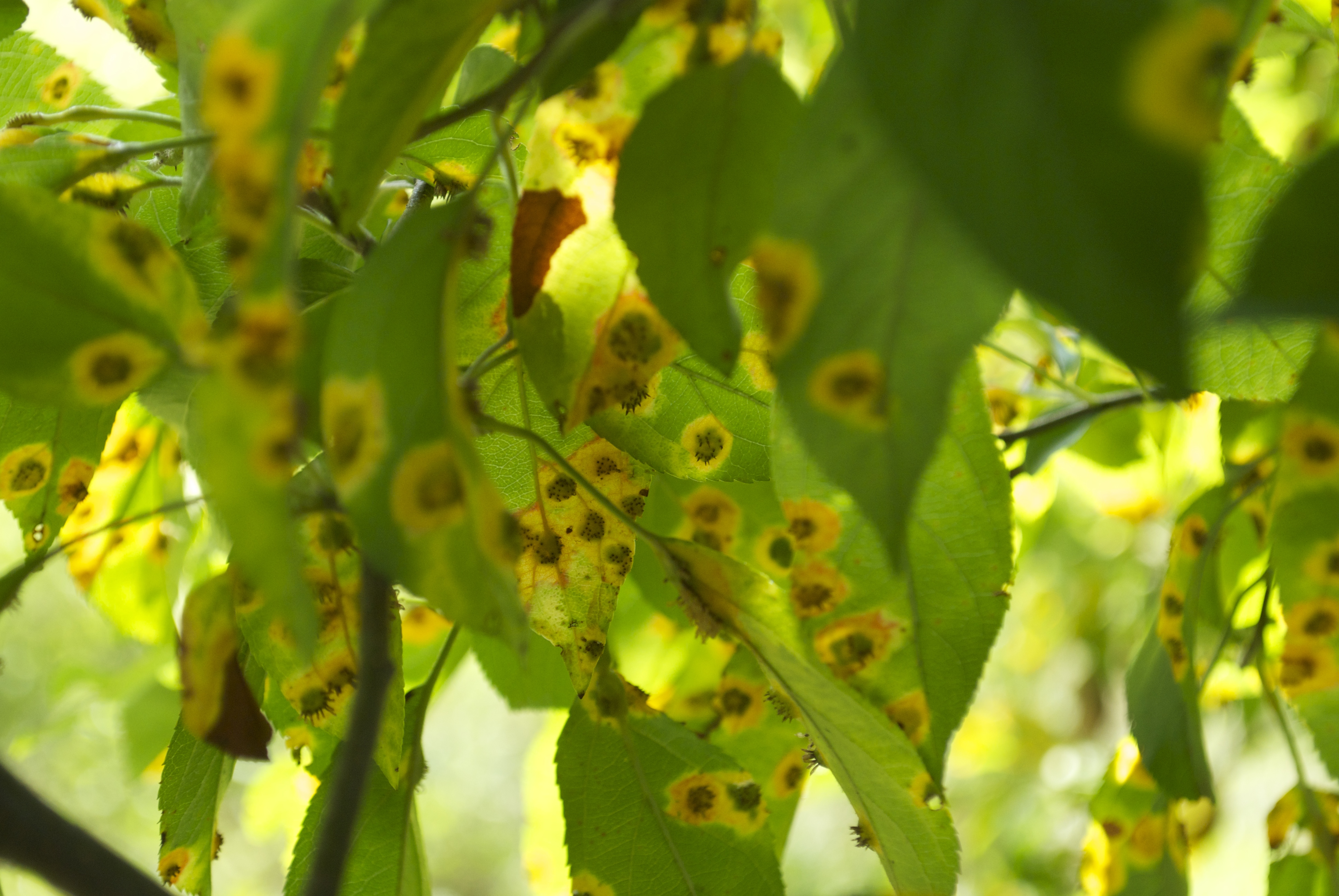
Плями на листках